# Trente Glorieuses
Les Trente Glorieuses (deutsch: die dreißig Glorreichen) waren die dreißig Jahre von 1945 bis 1975 nach dem Ende des Zweiten Weltkriegs in Frankreich. Diese Periode fällt mit einem starken wirtschaftlichen Aufschwung und rasanten gesellschaftlichen Veränderungen zusammen, was ihre Charakterisierung als ein goldenes Zeitalter begründet. Der Begriff stammt von dem französischen Ökonomen Jean Fourastié und wurde 1979 von ihm erstmals in seinem Buch Les Trente Glorieuses, ou la révolution invisible de 1946 à 1975 benutzt, um die jüngere Vergangenheit zu beschreiben. Der Begriff leitet sich von Les Trois Glorieuses (die drei Glorreichen) ab, den drei Tagen der Revolution vom 27. bis 29. Juli 1830 in Frankreich. Die Periode fällt mit dem weltweiten Nachkriegsboom zusammen und erfolgte nahezu parallel zum Wirtschaftswunder in Deutschland und Österreich.
Bereits 1944 führte Charles de Gaulle eine dirigistische Wirtschaftspolitik, die Planification ein, die eine umfangreiche staatliche Kontrolle über die kapitalistische Wirtschaft beinhaltete, worauf 30 Jahre beispiellosen Wachstums folgten. In diesen dreißig Jahren wuchs Frankreichs Wirtschaft ebenso schnell wie die anderer Industrieländer im Rahmen des Marshallplans, etwa Westdeutschland, Italien und Japan. Weitere Faktoren neben dem Marshallplan, welche den Wirtschaftsaufschwung begünstigten, waren die zunehmende wirtschaftliche Integration in Westeuropa, markiert durch die Gründung der Europäischen Gemeinschaft für Kohle und Stahl 1952 und ihre Weiterentwicklung zur Europäischen Wirtschaftsgemeinschaft 1957. Zwischen 1948 und 1963 wuchs die Wirtschaftsleistung mit 4,8 Prozent pro Jahr und in den 1960er Jahren mit knapp sechs Prozent pro Jahr. Realeinkommen, Löhne und Konsumausgaben stiegen stark an. Der Wohlfahrtsstaat wurde mit der 1945 eingeführten Sozialversicherung gegründet und in den folgenden Jahrzehnten stark ausgebaut. Der französische Lebensstandard, der durch die beiden Weltkriege beeinträchtigt worden war, wurde zu einem der höchsten der Welt. Viele ländliche Départements verzeichneten einen Bevölkerungsrückgang, während die größeren Ballungsgebiete durch Urbanisierung, insbesondere die Agglomeration Paris, erheblich wuchsen. Der Besitz von verschiedenen Haushaltsgegenständen und Annehmlichkeiten nahm erheblich zu. Gesellschaftlich ist die Zeit von einem demografischen Aufschwung durch den Babyboom, gesellschaftliche Modernisierung und Liberalisierung und steigende Einwanderung aus dem Ausland (besonders aus Nordafrika) geprägt. Durch den Algerienkrieg, den Kalten Krieg und die 68er-Bewegung kam es allerdings auch zu erheblichen sozialen und politischen Unruhen in diesem nachträglich als goldene Ära bewerteten Zeitabschnitt.
Ab der ersten Ölkrise von 1973 entwickelte sich die französische Wirtschaft zwar immer noch gut, verlangsamte aber ihr explosives Wachstum. Die Mitte der 1970er Jahre markierte somit das Ende dieser Periode. Einen endgültigen Bruch mit der optimistischen Phase des wirtschaftlichen und demografischen Wachstums bilden schließlich die zweite Ölkrise (1979/1980) und der sich beschleunigende Pillenknick gegen Ende der 1970er Jahre. Die Einflüsse der Trente Glorieuses wirken allerdings bis ins 21. Jahrhundert auf die französische Gesellschaft ein.